# 緑色蛍光タンパク質
緑色蛍光タンパク質（りょくしょくけいこうタンパクしつ、英: green fluorescent protein、GFP）はオワンクラゲがもつ分子量約27 kDaの蛍光性をもつタンパク質である。1960年代に下村脩によってイクオリンとともに発見・分離精製された。下村はこの発見で2008年にノーベル化学賞を受賞した。

## 概説

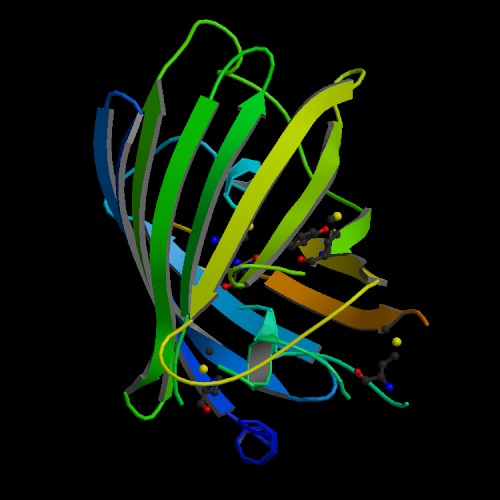
緑色蛍光タンパク質の構造（結晶のリボン・ダイアグラム）

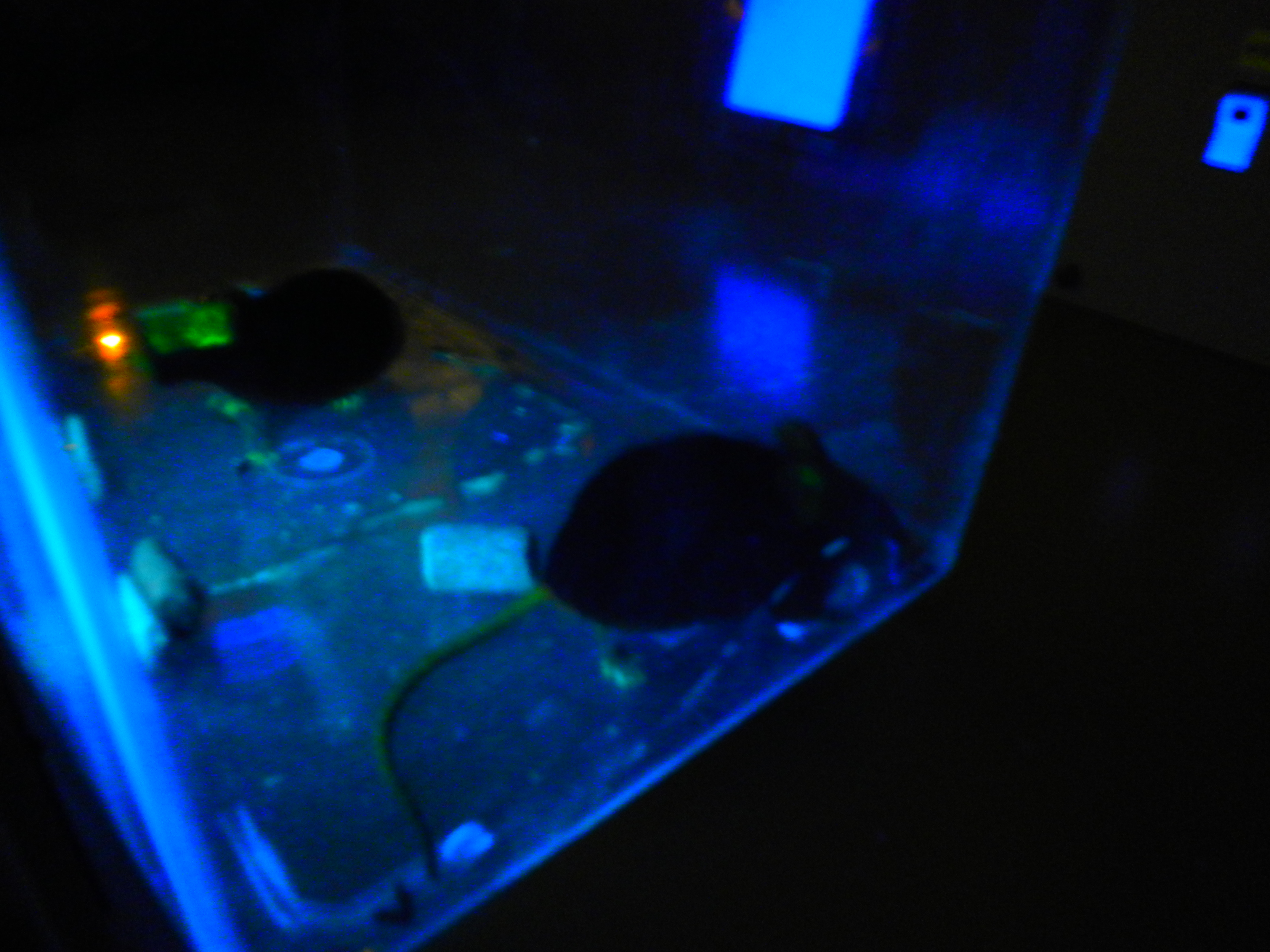
耳をGFPたんぱくで標識されたマウス

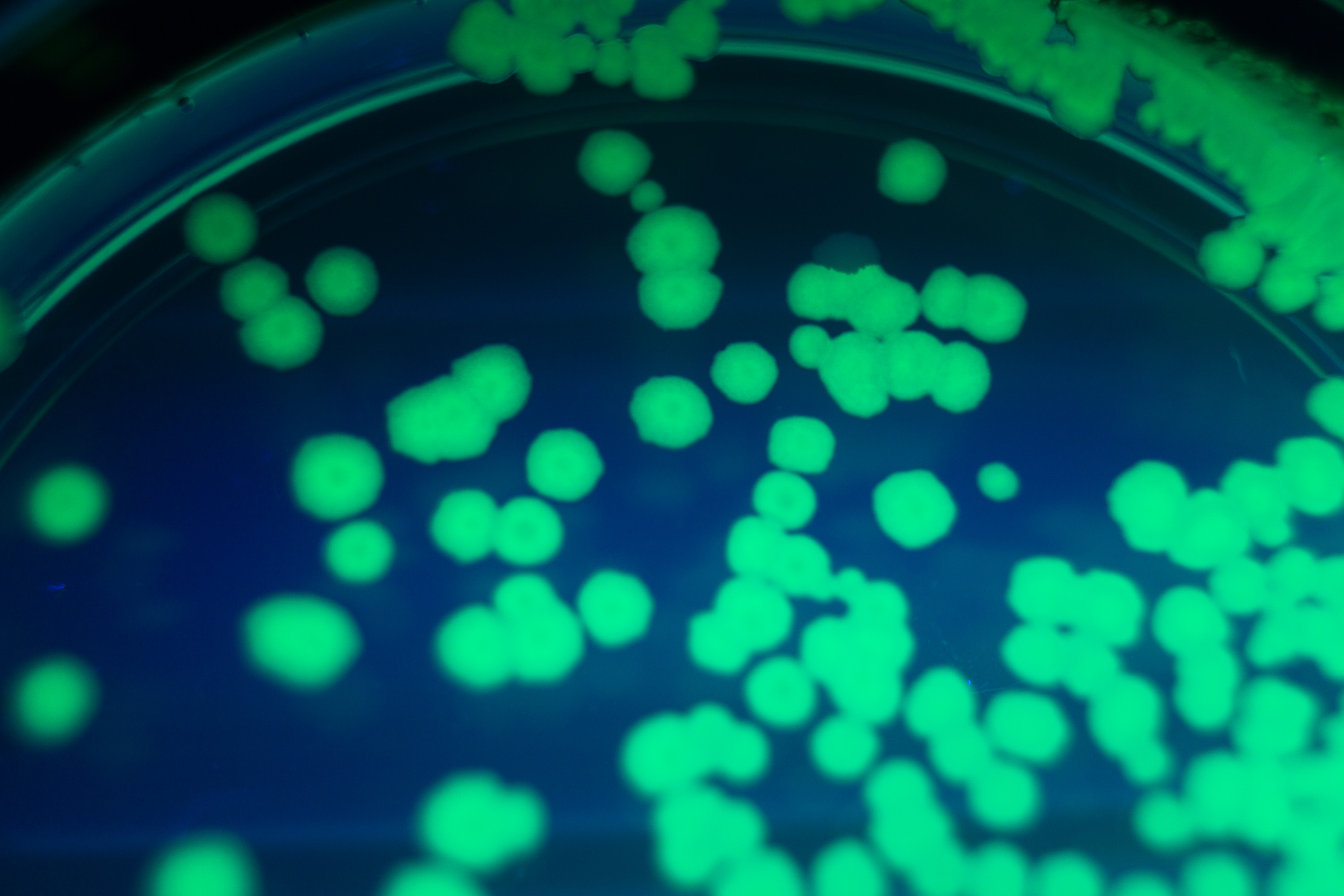
緑色蛍光タンパク質遺伝子を組み込んだ大腸菌

オワンクラゲの生体内ではイクオリンと複合体を形成している。イクオリンは、単体では細胞内カルシウムを感知して最大蛍光波長460 nmの青色発光（バイオルミネセンス）であるが、オワンクラゲの発色細胞内では、GFPがイクオリンから励起エネルギーを受け、最大蛍光波長508 nmの緑色の蛍光を発する（フェルスター型エネルギー転移）。GFPの緑色蛍光の発色に関しては、下村の一連の研究により提唱された発色団の分子構造モデルをもとに、10数年を経て1990年代になって発色団の分子構造が確認された。GFP分子内での発色団の形成には自己脱水結合のみで充分であり、酵素など他分子の助けを必要としない。
GFPは励起光を当てると単体でも蛍光発光（フォトルミネセンス）する。下村によるその発見から30余年を経た1990年代、ワード (Ward) ・プラッシャー（Prasher）らのグループがGFP遺伝子の同定・クローニングに成功、チャルフィー、チエンらのグループがトランスジーンとして異種細胞へのGFP導入・発現に成功した（チャルフィーおよびチエンもまた、下村と同時にノーベル化学賞を受賞している）。GFPの発色は基質を必要としないことや単体で機能するなどの特徴から、また、発色団形成に酵素反応が必要でないこと、異種細胞への発現方法が確立したことなどから1990年代にレポーター遺伝子として広く普及した。
野生型タンパク質をもとに遺伝子工学によって、蛍光強度や波長特性、至適温度、発色団形成速度など様々に異なる改変型GFPが作られている。GFPおよび、改変型GFPは、細胞生物学・発生生物学・神経細胞生物学などをはじめとして最も広く使われるレポーター遺伝子となっている。
GFPはリアルタイム、かつ、その場で（in situ：細胞破壊の必要がない）検出でき、他のタンパク質との融合タンパク質としても機能を発揮する（GFPタグ）ことから、特に細胞内のシグナル伝達などに関与するタンパク質の細胞内局在を明らかにするツールとして、なくてはならぬものとなっている。ただし実験対象のタンパク質の機能に影響を与えるおそれが皆無ではないので、結果の解釈は慎重にすべきである（現在これに代わる低分子の試薬も開発されつつある）。